# Ruta 145 (Costa Rica)
La Ruta 145, oficialmente Ruta Nacional Secundaria 145, es una ruta nacional de Costa Rica ubicada en la provincia de Guanacaste.

## Descripción
En la provincia de Guanacaste, la ruta atraviesa el cantón de Abangares (los distritos de Las Juntas, Sierra), el cantón de Tilarán (los distritos de Tilarán, Quebrada Grande).